# Ескибаба
Ескибаба (на румънски: Stejaru) е село в окръг Тулча, Северна Добруджа, Румъния.

## История
До 1940 година Ескибаба е с преобладаващо българско население, което се изселва в България по силата на подписаната през септември същата година Крайовската спогодба.